# Piedra Escrita
 (avril 2016).
La Piedra Escrita ("Pierre écrite") est un monolithe granitique naturel situé sur la commune de Cenicientos, enclavée au Sud-Ouest de la communauté de Madrid, en Espagne. Sur sa partie frontale apparaissent des reliefs gravés et une inscription romaine, tandis qu'à l'arrière on trouve sur une bosse naturelle une empreinte de plantigrade clairement retouchée.

## Description et signification possible
Il s'agit d'une pierre de granite d'environ 7 mètres de hauteur et 9 mètres de circonférence. Sur sa face orientée à l'Ouest est travaillée une niche semi-circulaire à l'intérieur de laquelle on peut observer une scène avec deux personnages faisant face à un troisième, accoutrés de vêtements taillés à la romaine. À ses pieds se trouvent deux silhouettes d'animaux floues, qui pourraient correspondre à un bovin et un ovin ou un caprin, ou encore à un ours. À gauche de cet ensemble est gravée une inscription en minuscules avec le texte "A las tres Marías" ("Aux trois Marie"). Elle a initialement été attribuée à l'époque médiévale en raison de l'existence au XIIIe siècle d'une église sur le site.
Quelques années plus tard, en 1995, l'épigraphiste de l'université autonome de Madrid Alicia M. Canto identifia l'inscription romaine qui subsiste sous les retouches médiévales. Il s'agit d'une dédicace votive d'un individu en l'honneur de la déesse Diane dont le texte est : A(nimo) l(ibens) s(olvit votum) Sisc(inius?) Q(uietus?, -uartus?) Dianae. Le monument aurait donc été en premier lieu un oratoire rupestre romain, une sorte de sanctuaire rural.
Au Moyen Âge, les trois personnages déjà altérés et habillés de larges vêtements ont été interprétés comme étant les trois Marie du Nouveau Testament, ce qui explique la retouche opérée.
Plusieurs parallèles peuvent être établis avec d'autres sanctuaires du même type, en particulier avec celui des environs de Segóbriga, également dédié à Diane bien que dans son aspect de chasseresse et qui comprend une série de niches gravées très similaires. La présence de l'ours, animal favori de la déesse, fait penser à une inscription dédiée à la déesse Artio retrouvée dans la ville suisse de Muri et exposée au musée de Berne,.
Mais sa fonction n'aurait pas été uniquement religieuse. En l'alignant avec d'autres roches gravées antiques selon un axe Nord-Sud, on peut penser que la Piedra Escrita était un point marquant la frontière entre les provinces romaines d'Hispanie citérieure et de Lusitanie, dont la partie autour de la Meseta n'était pas très bien définie. Cela confirmerait l'attribution de la cité d'Ávila à la Lusitanie vettone.